# Văn hóa Moche
Nền văn minh Moche (phát âm tiếng Tây Ban Nha: [ˈmotʃe]; mặt khác, văn hóa Mochica hay Sơ kỳ, Trước hoặc Hậu- Chimú) phát triển mạnh mẽ ở miền bắc Peru với thủ đô gần Moche, Trujillo, Peru ngày nay   từ khoảng 100 đến 700 sau Công nguyên trong Kỷ nguyên Phát triển Khu vực. Trong khi vấn đề này là chủ đề của một số cuộc tranh luận, nhiều học giả cho rằng Moche không được tổ chức về mặt chính trị như một đế chế hoặc nhà nước đơn nguyên. Thay vào đó, họ có thể là một nhóm các chính thể tự trị chia sẻ một nền văn hóa chung, như đã thấy trong biểu tượng phong phú và kiến trúc di tích còn tồn tại đến ngày nay.

## Bối cảnh
Xã hội Moche dựa trên nền tảng nông nghiệp, với mức đầu tư đáng kể vào việc xây dựng mạng lưới kênh mương thủy lợi để chuyển dòng nước sông cung cấp cho cây trồng của họ. Văn hóa của họ rất tinh vi; và các hiện vật của họ thể hiện cuộc sống của họ, với những cảnh chi tiết về săn bắn, đánh cá, chiến đấu, hiến tế, quan hệ tình dục và các nghi lễ phức tạp. Người Moche đặc biệt được chú ý vì đồ gốm được vẽ công phu, tác phẩm bằng vàng, các công trình xây dựng hoành tráng (huacas) và hệ thống thủy lợi.
Lịch sử Moche có thể được chia thành ba thời kỳ - sự xuất hiện của văn hóa Moche trong Moche sớm (100–300 CN), sự mở rộng và phát quang của nó trong thời kỳ Moche Trung (300–600 CN), và sự hình thành đô thị và sự sụp đổ sau đó trong Moche muộn (500–750 CN).
Nền văn hóa Salinar ngự trị trên bờ biển phía bắc của Peru vào năm 200 trước Công nguyên – 200 sau Công nguyên. Theo một số học giả, đây là thời kỳ chuyển tiếp ngắn giữa văn hóa Cupisnique và Moche.
Có sự tương đồng đáng kể giữa hình tượng Moche và Cupisnique và các thiết kế gốm, bao gồm cả hình tượng của 'Thần nhện'.